# Mike Siegel
Michael „Mike“ Siegel (* 1967) ist ein deutscher Regisseur und Autor.

## Leben
Mike (Michael) Siegel wuchs in Magstadt bei Stuttgart auf. Von 1979 bis 1986 war er Dekorateur und Mitgestalter des Programms „Jugendfilmclub“ im Sindelfinger Neuen Central Kino tätig. Hier begann auch seine Leidenschaft als Sammler von Filmfotos und Filmplakaten. Während der Dreharbeiten von Roland Emmerichs ersten Science-Fiction-Filmen zwischen 1983 und 1986 war er mit kleineren Tätigkeiten betraut. Anfang der 1990er zog Siegel nach München, wo er 1996 den US-Regisseur Robert Rodriguez kennenlernte, welcher 1993 mit dem für nur $8000 gedrehten Spielfilm El Mariachi Aufsehen erregt hatte. Angeleitet von Rodriguez drehte Siegel 1997 den auf Super 16 aufgenommenen Spielfilm Pendechos (Arbeitstitel: Roadrunner) mit einem Budget von nur 20.000 D-Mark.
Im Herbst 2010 erschien Siegels neuer Film Opel GT – Driving the Dream auf DVD, ein Dokumentarfilm über den Kultsportwagen aus dem Hause Opel GT. Unter den Mitwirkenden befinden sich u. a. der Designer des GT, Dr. Erhard Schnell, Rennfahrer Hans Herrmann, sowie Tuner Günther Irmscher. Im Winter 2011 erschien sein Buch Steve McQueen – The Actor and his Films (Co-Autor: Andrew Antoniades) in den USA, ein 492-seitiges und mit 1020 Fotos illustriertes großformatiges umfassendes Werk über die Filme des Schauspielers Steve McQueen. Mike Siegel schreibt Booklets für deutsche und internationale DVD- und Blu-Ray-Veröffentlichungen und produziert Audiokommentare, Video Essays und filmhistorisches Material für viele Blu-Ray-Labels, u. a. Arrow, Kino Lorber, Plaion, Imprint, Eureka, King Records, Twilight Time und Studiocanal. 2019 arbeitete Mike Siegel zusammen mit Peter Fonda an einem Buchprojekt über Easy Rider, Fonda verstarb in der Endphase des Projektes, welches bisher nicht veröffentlicht wurde.
Seit 2005 schreibt er für das englisch-amerikanische Filmmagazin Cinema Retro.

### Über Peckinpah
Im Herbst 2000 war er Mitorganisator eines Sam-Peckinpah-Festivals in Italien. Im September 2002 begannen die Dreharbeiten für Siegels Passion & Poetry – The Ballad Of Sam Peckinpah in den USA und Mexiko, der beim Filmfest München 2005 uraufgeführt wurde. Für die Mitarbeit an dem Film über Kultregisseur Peckinpah (u. a. The Wild Bunch 1968, Straw Dogs 1971, The Getaway 1972, Steiner – Das Eiserne Kreuz 1977) konnte Siegel Peckinpahs Weggefährten wie Kris Kristofferson, Ernest Borgnine, James Coburn, Ali MacGraw, David Warner, L. Q. Jones, Senta Berger und Vadim Glowna gewinnen. 2003 erschien in Deutschland sein Begleitbuch Passion & Poetry – Sam Peckinpah in Pictures. Zusammen mit der Cineteca di Bologna organisierte Siegel 2006 ein weiteres Peckinpah-Festival in Italien. 2007 co-produzierte Siegel eine 2-Disc-DVD-Edition von Peckinpahs bislang indiziertem Film Straw Dogs, 2010 folgte die DVD-Special-Edition zu Peckinpahs Debütfilm Gefährten des Todes. Im Frühling 2011 schließlich die mit umfangreichem Bonusmaterial ausgestattete Blu-ray zu Peckinpahs Steiner – Das Eiserne Kreuz. 2013 und 2014 folgten die Blu-ray-Special-Edition zu Convoy (erschienen in Deutschland und Vereinigtes Königreich), Die Killer Elite (in Frankreich und den USA) sowie Bring mir den Kopf von Alfredo Garcia (USA). Mit Koch Media produzierte Siegel Anfang 2016 das deutschsprachige 3-Disc-Media-Book zu Bring mir den Kopf von Alfredo Garcia. In den folgenden Jahren entstanden über 20 weitere internationale Peckinpah Blu-ray Co-Produktionen, u. a. in den USA, Japan und Australien.
2021 erhielt Siegel von Sam Peckinpahs Archivisten Don Hyde die einzig existierende 35mm Kopie von Peckinpahs Directors Cut zu Das Osterman Weekend. Nach intensiven Arbeiten wurde das Projekt 2022 vom australischen Blu-ray Label Imprint veröffentlicht.
Mike Siegels Hauptwerk Passion & Poetry – The Ballad Of Sam Peckinpah erschien im August 2009 als DVD-Special-Edition (2-Disc, Gesamtlaufzeit: 270 Minuten) und lief auf über einem Dutzend internationaler Film-Festivals, u. a. München, Bradford, Atlanta, Haifa und Locarno, sowie in Frankreich, Spanien und Portugal. Anfang 2016 erschien der Film in Japan auf DVD, dort lief er bereits 2015 in einigen Programmkinos.

## Regiearbeiten
- Passion & Poetry - Sam's Final Cut (2022)
- Duke Traumprojekt - Mike Siegel über THE ALAMO (2021)
- Cops in Arizona - Mike Siegel über ELECTRA GLIDE IN BLUE (2021)
- Clintus & Siegelini - Mike Siegel über THE BEGUILED (2020)
- Passion & Poetry - The Dundee Odyssey (2019)
- Passion & Poetry – Rodeo Time (2018)
- Marisol – Sergio Leone's Madonna in the West (2017)
- No Retakes! No Surrender! (2016)
- Pendechos! (1997/2016)
- Budd Boetticher: Hollywood Stories (1995/2016)
- Passion & Poetry – Senta & Sam (2016)
- Passion & Poetry – Sam's favorite Film (2014)
- Passion & Poetry – Sam's Trucker Movie (2013)
- Passion & Poetry – Sam's Killer Elite (2012)
- Leidenschaft & Poesie – Sam Peckinpahs Krieg (2011)
- Opel GT – Driving the Dream (2010)
- Passion & Poetry: The Early Sam (2010)
- Sollima & die Piraten – Der schwarze Korsar (2008)
- Passion & Poetry: Sam Peckinpah's Straw Dogs (2007)
- Abenteuer Filme machen – Mario Adorf erzählt (2006)
- Passion & Poetry: Major Dundee (2005)
- Passion & Poetry: The Ballad of Sam Peckinpah (2005)
- Brutale Stadt: Bronson & Sollima (2005)
- Sergio Sollima: Face to Face (2005)
- The Western World of Ferdinando Baldi (2005)
- Sandokans Abenteuer (2004)